# Otto Cartellieri
Otto Cartellieri, född 23 januari 1872 och död 13 april 1930, var en tysk historiker, bror till historikern Alexander Cartellieri.
Cartellieri var professor i Heidelberg från 1910. Han huvudområde var den senare delen av medeltiden, främst hertigdömet Burgunds historia. Bland hans verk kan nämnas Geschichte der Herzöge von Burgund (1910), Beiträge zur Geschichte der Herzöge von Burgund (1912-14) och Am Hofe der Hezöge von Burgund (1926).